# Salomonentaube
Die Salomonentaube (Microgoura meeki), auch als Salomonen-Kronentaube oder Salomonen-Erdtaube bezeichnet, ist eine ausgestorbene Taubenart, die nur auf der Insel Choiseul des pazifischen Inselstaats Salomonen vorkam. Bei den Choiseul-Insulanern hieß sie kukuru-ni-lua, was so viel wie Erdtaube bedeutet. Die Salomonentaube schmückt die Flagge der Provinz Choiseul.

## Aussehen
Die Salomonentaube erreichte eine Länge von ca. 30 cm, was etwa Hühnergröße entspricht. Der Kopf hatte, ähnlich wie bei den Krontauben von Papua-Neuguinea, einen Fächerkamm. Die Stirn und die Vorderseite des Gesichts waren schwarz. Der Rest des Gesichts war spärlich befiedert und zeigte einen rötlichen Farbton. Mantel und Brust waren dunkelbläulich bis blaugrau getönt, die Unterseite war braun. Flügel und Steiß waren olivenbraun. Der Schwanz war dunkelbraun mit purpurfarbenen Tönen. Der Bauch war kastanienbraun. Die obere Schnabelseite war schwarz, die untere rot. Die Beine waren purpurrot. Unterschiede bei den Geschlechtern sind nicht bekannt.

## Aussterben
Im Jahre 1904 wurden sechs Exemplare von Lord Walter Rothschilds Mitarbeiter Albert Stewart Meek, nach dem diese Spezies auch benannt wurde, geschossen. Diese wurden zusammen mit einem Ei nach England gebracht und dort im Walter Rothschild-Museum in Tring ausgestellt. Wegen finanzieller Schwierigkeiten Rothschilds mussten fünf Bälge an das Naturhistorische Museum von New York verkauft werden, wo man sie noch heute besichtigen kann. Bei Expeditionen in den Jahren 1927 und 1929 konnte kein Exemplar mehr nachgewiesen werden. Das Aussterben ist vermutlich nicht nur durch Bejagung durch Menschen, sondern auch auf das Nachstellen von verwilderten Hunden und Katzen zurückzuführen.